# 中央防災会議

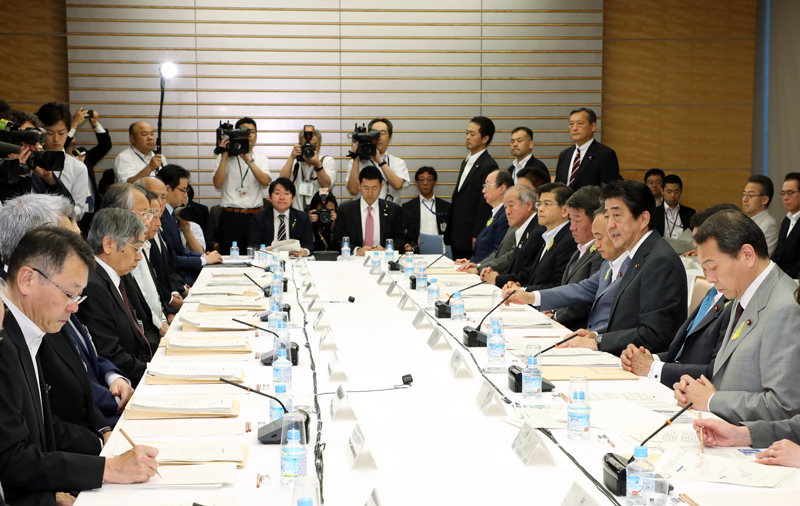
第38回中央防災会議の様子

中央防災会議（ちゅうおうぼうさいかいぎ、英: Central Disaster Management Council）は、災害対策基本法に基づいて設置された重要政策に関する会議。内閣総理大臣を長とし、内閣府に事務局を置く会議である。

## 概要
その役割は、以下の通り（災害対策基本法第11条）。
- 「防災基本計画」の作成及びその実施の推進
- 内閣総理大臣・防災担当大臣の諮問に応じての防災に関する重要事項の審議（防災の基本方針・防災に関する施策の総合調整・災害緊急事態の布告等）
- 防災に関する重要事項に関し、内閣総理大臣及び防災担当大臣への意見の具申

なお、以前は中央防災会議（及び都道府県防災会議）のつかさどる事務とされていた「非常災害の際の緊急措置に関する計画の作成及びその実施の推進」は、東日本大震災後の災害対策の見直しによる災害対策基本法の改正（2012年6月）で削除された。代わりに非常災害対策本部及び緊急災害対策本部の所掌事務として、災害応急対策を的確かつ迅速に実施するための方針の作成に関すること及び非常災害に際し必要な緊急措置の実施に関することが追加された。

## 構成
中央防災会議、幹事会、専門調査会からなる。

### 中央防災会議
- 会長　内閣総理大臣
- 委員（災害対策基本法第12条）
  - 防災担当大臣
  - 防災担当大臣以外の国務大臣、指定公共機関の代表者及び学識経験のある者のうちから、内閣総理大臣が任命する者

災害対策基本法施行令第3条によれば委員の定数は26人（2015年5月の施行令改正により25人から1人増員）。
ただし、施行令附則により、東京オリンピック競技大会・東京パラリンピック競技大会推進本部が置かれている間については、定数は27人、復興庁が廃止されるまでの間は、定数28人。
全ての国務大臣が委員に任命されている。その他に日本銀行総裁、全国知事会危機管理・防災特別委員会委員長、被災者健康支援連絡協議会会長（日本医師会会長）等、計28名（会長含まない）（2020年2月1日現在）。

### 幹事会
- 会長　内閣府大臣政務官
- 顧問　内閣危機管理監
- 副会長　内閣府政策統括官（防災担当）、消防庁次長
- 幹事　各府省庁局長クラス

### 専門調査会
中央防災会議は、その議決により、専門調査会を置くことができる（災害対策基本法施行令第4条）。

#### 調査審議中の専門調査会[4]
- 防災対策実行会議

2013年3月26日設置。防災対策推進検討会議最終報告の単なるフォローアップにとどまらず、最終報告等に基づく各省庁の諸施策の実行を後押しするとともに、防災対策に係る省庁横断的な課題を議論し、実行に結び付けるためのもの。

#### 調査が終了した専門調査会[4]
- 防災対策推進検討会議

2011年10月11日設置。東日本大震災における政府の対応を検証し、同大震災の教訓の総括を行うとともに、首都直下地震や東海・東南海・南海地震（いわゆる「三連動地震」）等の大規模災害や頻発する豪雨災害に備え、防災対策の充実・強化を図るための調査審議を行うもの。2012年7月31日に最終報告を決定・公表。
- 災害時の避難に関する専門調査会

2010年4月21日設置。避難の考え方、避難所、避難情報発令のための態勢整備、防災・災害情報など、避難をめぐる様々な課題に対する対応策を検討し、2012年3月29日に報告を公表した。
- 東海地震に関する専門調査会

2001年1月26日設置。 内閣総理大臣からの指示を受け、東海地震について、大規模地震対策特別措置法の成立以来四半世紀が経過している中で、観測体制の高密度化、高精度化や観測データの蓄積、新たな学術的知見等を踏まえて、地震対策の充実強化の検討を行うために設置。2001年12月11日に最終報告を取りまとめ。
- 今後の地震対策のあり方に関する専門調査会
- 東南海・南海地震等に関する専門調査会
- 防災基本計画専門調査会
- 東海地震対策専門調査会
- 防災に関する人材の育成・活用専門調査会
- 防災情報の共有化に関する専門調査会
- 民間と市場の力を活かした防災力向上に関する専門調査会
- 首都直下地震対策専門調査会
- 日本海溝・千島海溝周辺海溝型地震に関する専門調査会
- 災害被害を軽減する国民運動の推進に関する専門調査会
- 首都直下地震避難対策等専門調査会
- 大規模水害対策に関する専門調査会
- 災害教訓の継承に関する専門調査会
- 東北地方太平洋沖地震を教訓とした地震・津波対策に関する専門調査会

「中間とりまとめ」（2011年6月26日）、「報告」（9月28日）によって津波防災のあり方についての基本的な考え方を公表した。想定を上回る津波被災の反省から、津波を2つのレベルに分け、それぞれに適した防災対策（避難行動のための体制、多重防護等）を練るというもの。
- 地方都市等における地震防災のあり方に関する専門調査会